# Aspidiophorus ophiodermus
Aspidiophorus ophiodermus är en djurart som tillhör fylumet bukhårsdjur, och som beskrevs av Francesco Balsamo 1982. Aspidiophorus ophiodermus ingår i släktet Aspidiophorus och familjen Chaetonotidae. Inga underarter finns listade i Catalogue of Life.